# Караяннис, Ваиос
Ваиос Караяннис (греч. Βάιος Καραγιάννης, родился 25 июня 1968 в Кардице) — греческий футболист, игравший на позиции защитника, и футбольный тренер.

## Биография
Играл на позиции защитника, до 1990 года выступал за клуб «Кардица». С 1990 по 2002 годы бессменный игрок афинского АЕК, выиграл с ним три чемпионата, четыре Кубка и один Суперкубок Греции. Также выступал за «Посейдон Неон Порон» и «Анагенниси 1904», где и завершил игровую карьеру. В сборной Греции дебютировал 12 февраля 1992 года, сыграв восемь матчей и попав в заявку на чемпионат мира 1994 года.
Как тренер работал в командах из родного города «Кардица» и «Анагенниси 1904» в разное время, также был тренером команд «Трикала». Из «Кардицы» в 2013 году ушёл в связи с провальным предсезонными сборами и вылетом из Кубка Греции.
В 2010 году Караяннис баллотировался на региональных выборах в диме Паламас вместе с будущим мэром Константиносом Пациалисом от движения «Объединенное муниципальное движение Паламас» и был избран в городской совет 6-го созыва, набрав 760 голосов. В 2013 году назначен заместителем мэра.

## Достижения
- Чемпион Греции: 1991/1992, 1992/1993, 1993/1994
- Обладатель Кубка Греции: 1995/1996, 1996/1997, 1999/2000, 2001/2002
- Обладатель Суперкубка Греции: 1996
- Обладатель Кубка Средиземноморских игр среди клубов: 1991